# Skøll Cup
De Skøll Cup is een tweedaagse roeiwedstrijd voor vele verschillende competitie velden, die sinds 1994 jaarlijks rond half april wordt gehouden. Het evenement vindt plaats op de Bosbaan te Amstelveen en wordt georganiseerd door studentenroeivereniging Skøll uit Amsterdam. Naast de Koninklijke Holland Beker is dit een van de twee grote nationale evenementen die Skøll organiseert. De Skøll Cup is 11 keer door het Nationaal Overleg Orgaan Competitieroeien (NOOC) uitgeroepen tot best georganiseerde competitie roeiwedstrijd van Nederland. Jaarlijks trekt het evenement zo'n 2500 roeiers en 4000 bezoekers.

## Bokalen
De Skøll Cup is onder meer onderdeel van de NOOC C4+-bokaal, de Kruithuisbokaal (club8+), de Vlietbokaal (4+), NOOC B4+-bokaal en soms de Clubquadruppelbokaal. In 2011 is de Skøll Cup ook opgenomen in de bedrijfsbokaal. De verschillende roeinummers starten meerdere keren afstanden van een of twee kilometer.